# Oberflächenplasmon
Kollektive Anregungen von freien Elektronen in Metallen zu Plasmaschwingungen gegen die Ionenrümpfe werden in der Festkörperphysik als Plasmonen bezeichnet.
Oberflächenplasmonen sind Oberflächenwellen (evaneszente Wellen), bei denen die longitudinalen elektronischen Schwingungen parallel zur Oberfläche eines Metalls angeregt werden. Die resultierende elektrische Feldstärke ist im Raum über der metallischen Oberfläche verstärkt.
Oberflächen-Plasmonen führte erstmals Rufus Ritchie 1957 ein, der auch mit Eldridge 1962 über die Emission von Photonen aus bestrahlten Metallfolien berichtete, und Oberflächenplasmon-Polaritonen (Surface plasmon polariton, SPP) Andreas Otto 1968. Letztere sind Quasiteilchen aus Oberflächenplasmon und Photon, die wesentlich zu den breitgefächerten Anwendungen beitrugen, die Oberflächenplasmonen ab den 1990er Jahren fanden, da sie es ermöglichen Licht weit unterhalb von dessen Beugungsgrenze im Nanobereich zu manipulieren.

## Anregung
Oberflächenplasmonen lassen sich unter bestimmten Bedingungen mit Licht anregen. Auch wenn die Energie der Lichtquanten im Bereich der Energien von Oberflächenplasmonen ist, kann ein einfallender Lichtstrahl normalerweise kein Oberflächenplasmon anregen, weil erstens Oberflächenplasmonen in Metallen eine geringere Phasengeschwindigkeit als die Lichtgeschwindigkeit haben. Daher stimmt der Wellenvektor (Impuls) des Lichts und des Oberflächenplasmons nicht überein. Zweitens ist ein Oberflächenplasmon eine evaneszente Welle, hat also einen rein imaginären Wellenvektor senkrecht zur Oberfläche.
Eine Einkopplung kann jedoch nur stattfinden, wenn alle Komponenten des Wellenvektors, sowohl parallel als auch senkrecht zur Oberfläche, gleich sind. Insbesondere muss also die anregende Welle selbst eine evaneszente Welle sein. Gängige Verfahren sind die Prismenkopplung nach Andreas Otto bzw. Kretschmann. Beide Verfahren nutzen Totalreflexion und die dabei entstehenden evaneszenten Wellen, sowie die Unterschiede in der Lichtgeschwindigkeit in zwei Dielektrika als auch die Gitterkopplung, bei der ein Vektor des reziproken Gitters zum Wellenvektor addiert wird. Die Anregung von Oberflächenplasmonen durch Licht ist mit geringerer Effizienz auch an lokalen Defekten der Metalloberfläche oder nicht-periodischen Strukturen (Kanten, Liniendefekten) möglich. Die gleichen Methoden erlauben es auch, Licht aus Oberflächenplasmonen auszukoppeln.
Oberflächenplasmonen können auch durch Elektronen angeregt werden; diese können Energie und Impuls an ein Oberflächenplasmon abgeben.

## Ausbreitung
Oberflächenplasmonen breiten sich entlang der Metalloberfläche aus, wobei ihre Intensität mit der Ausbreitungslänge exponentiell abnimmt. Für die Dämpfung der Plasmonenausbreitung sind Leitungsverluste im Metall verantwortlich. Bei einer Lichtwellenlänge von 633 nm breiten sich Oberflächenplasmonen auf Gold etwa 9 µm (1/e der Intensität), auf Silber etwa 60 µm weit aus. Durch geeignete Strukturierung der Metalloberfläche kann die Ausbreitungsrichtung von Oberflächenplasmonen beeinflusst werden. Es lassen sich Spiegel, Strahlteiler und Linsen für Oberflächenplasmonen herstellen.
Mit einem veränderten geometrischen Ansatz gelang es 2012 einen Lichtstrahl so an eine Oberflächenplasmone zu koppeln, dass der Lichtstrahl an der Austrittsstelle auf 14–80 nm fokussiert werden konnte und die Intensität um 70 % stieg. Das entwickelte quaderförmige Bauteil ist 2 µm lang und verjüngt sich zum einen Ende hin zweimal. Der Block besteht aus amorphem Siliziumdioxid und ist mit einer 50 nm dicken Schicht aus Gold beschichtet. Die spezielle Geometrie und die Koppelung an die Oberflächenplasmone behebt das Problem der Beugungsgrenze und ermöglicht so die Fokussierung.

## Anwendung
Eine Anwendung ist die Oberflächenplasmonenresonanzspektroskopie (englisch surface plasmon resonance spectroscopy = SPRS) in der Biosensorik. Dabei macht man sich zu Nutze, dass die Wellenlänge der Oberflächenplasmonen auf Brechungsindexänderungen in der unmittelbaren Nähe der Metalloberfläche stark reagiert. Auch werden Oberflächenplasmonen als elektromagnetischer Verstärkungseffekt bei der oberflächenverstärkten Raman-Spektroskopie ausgenutzt.
Weiterhin sind Oberflächenplasmonen derzeit Gegenstand bei der Entwicklung von neuen Speichertechnologien, als Nachfolger der DVD oder der Blu-ray Disc oder zur Übertragung optischer Informationen in hochintegrierten Computerchips. Weitere Anwendungen sind Plasmonische Solarzellen, Oberflächenplasmon-Laser und Biosensoren.

## Oberflächenplasmonen und Rauheit
Oberflächenplasmonen können auf rauen Oberflächen auch ohne ein dichteres Medium einkoppeln. Im Gegensatz zu den oben beschriebenen Plasmonen können sie auch wieder auskoppeln und erzeugen somit einen Strahlungstransport zwischen zwei Punkten der Oberfläche.
Bei gut leitenden Metallen wie Silber kann die Energie so bis zu 60 µm weit transportiert werden. Das kann bei flächenhaften optischen Profilometern, wie z. B. Weißlichtinterferometern zu falschen Rauheitsmesswerten führen. Punktförmig messende Systeme – und dazu gehört auch die abbildende Konfokaltechnik – erfahren keine Störung durch Oberflächenplasmonen, sondern lediglich eine verminderte Reflexion.